# Perućica (Jezero, BiH)
Perućica je naseljeno mjesto u općini Jezero, Republika Srpska, BiH.

## Povijest
Do potpisivanja Daytonskog mirovnog sporazuma bilo je u sastavu općine Jajce koja je ušla u sastav Federacije BiH.

## Stanovništvo

### 1991.
Nacionalni sastav stanovništva 1991. godine, bio je sljedeći:
ukupno: 95
- Srbi - 82
- Jugoslaveni - 4
- ostali, neopredijeljeni i nepoznato - 9

### 2013.
Nacionalni sastav stanovništva 2013. godine, bio je sljedeći:
ukupno: 75
- Srbi - 75

## Vanjske poveznice
- Satelitska snimka  Arhivirana inačica izvorne stranice od 17. travnja 2021. (Wayback Machine)